# North Keeling
North Keeling è un piccolo atollo corallino disabitato, con una superficie di circa 1,2 km², situato circa 25 km a nord di Horsburgh Island. È l'isola più settentrionale del territorio australiano delle isole Cocos (Keeling). È costituito da una singola isola a forma di «C», un atollo quasi circolare con una piccola apertura nella laguna larga appena 50 metri sul lato orientale. La laguna copre una superficie di circa 0,5 km². L'isola ospita l'unica popolazione rimasta di una sottospecie endemica di rallo delle Filippine, nonché grandi colonie riproduttive di uccelli marini. Dal 1995, l'isola di North Keeling e l'area di mare circostante fino a 1,5 km dalla costa fanno parte del parco nazionale di Pulu Keeling.

## Storia
Si ritiene che le isole Cocos (Keeling) siano state avvistate per la prima volta dagli europei nel 1609 dal capitano William Keeling della Compagnia delle Indie orientali, da cui prendono il nome, durante un viaggio da Giava nelle Indie orientali olandesi. Nel 1749 North Keeling venne raffigurata in un disegno che mostra la presenza di palme da cocco da Ekeberg, un capitano svedese. L'isola appare anche su una carta del 1789 prodotta dall'idrografo britannico Alexander Dalrymple.
North Keeling fu visitata nel 1836 dal capitano Robert FitzRoy e dal suo compagno Charles Darwin a bordo della HMS Beagle, che, come molti altri visitatori, non fu in grado di sbarcare sull'isola.
Nel corso del XIX secolo sull'isola furono sbarcate molte persone affette da beriberi. Sull'isola vi sono diverse tombe, alcune delle quali appartenenti a queste persone, ma anche a diversi naufraghi.

### La battaglia delle Cocos

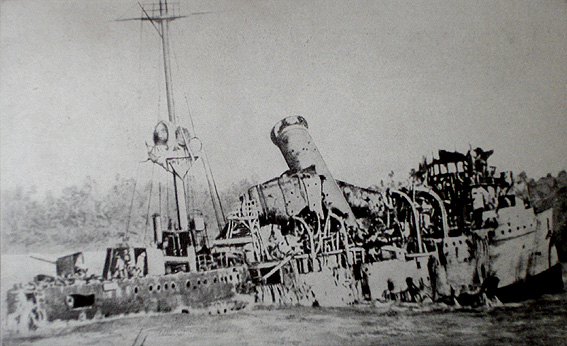
Il relitto della Emden in una foto del 1925.

Il 9 novembre 1914, l'incrociatore tedesco SMS Emden attaccò una stazione radio su Direction Island, attirando l'attenzione dell'incrociatore australiano HMAS Sydney. Alle 11:20, dopo una battaglia durata un'ora e mezza, la Emden, pesantemente danneggiata, andò ad arenarsi su North Keeling. Nel 1915, una compagnia giapponese propose che fosse possibile riparare e rimettere in mare la nave, ma un'ispezione da parte della HMAS Protector concluse che i danni causati dalle onde rendevano tale operazione irrealizzabile. A partire dal 1919, i visitatori di passaggio iniziarono a segnalare che il relitto era quasi completamente distrutto, fino a scomparire completamente.

### La caccia agli uccelli marini
Tra la prima e la seconda guerra mondiale, vari gruppi di circa 20 malesi delle Cocos rimasero di stanza sull'isola per un massimo di due settimane alla volta per raccogliere legname, noci di cocco e uccelli da riportare a Home Island. Negli anni '70 e '80, l'introduzione di imbarcazioni più efficienti e di armi da fuoco portò ad un incremento della caccia agli uccelli marini e alla conseguente preoccupazione da parte degli ambientalisti per l'impatto sulle loro colonie riproduttive.

### Il parco nazionale di Pulu Keeling

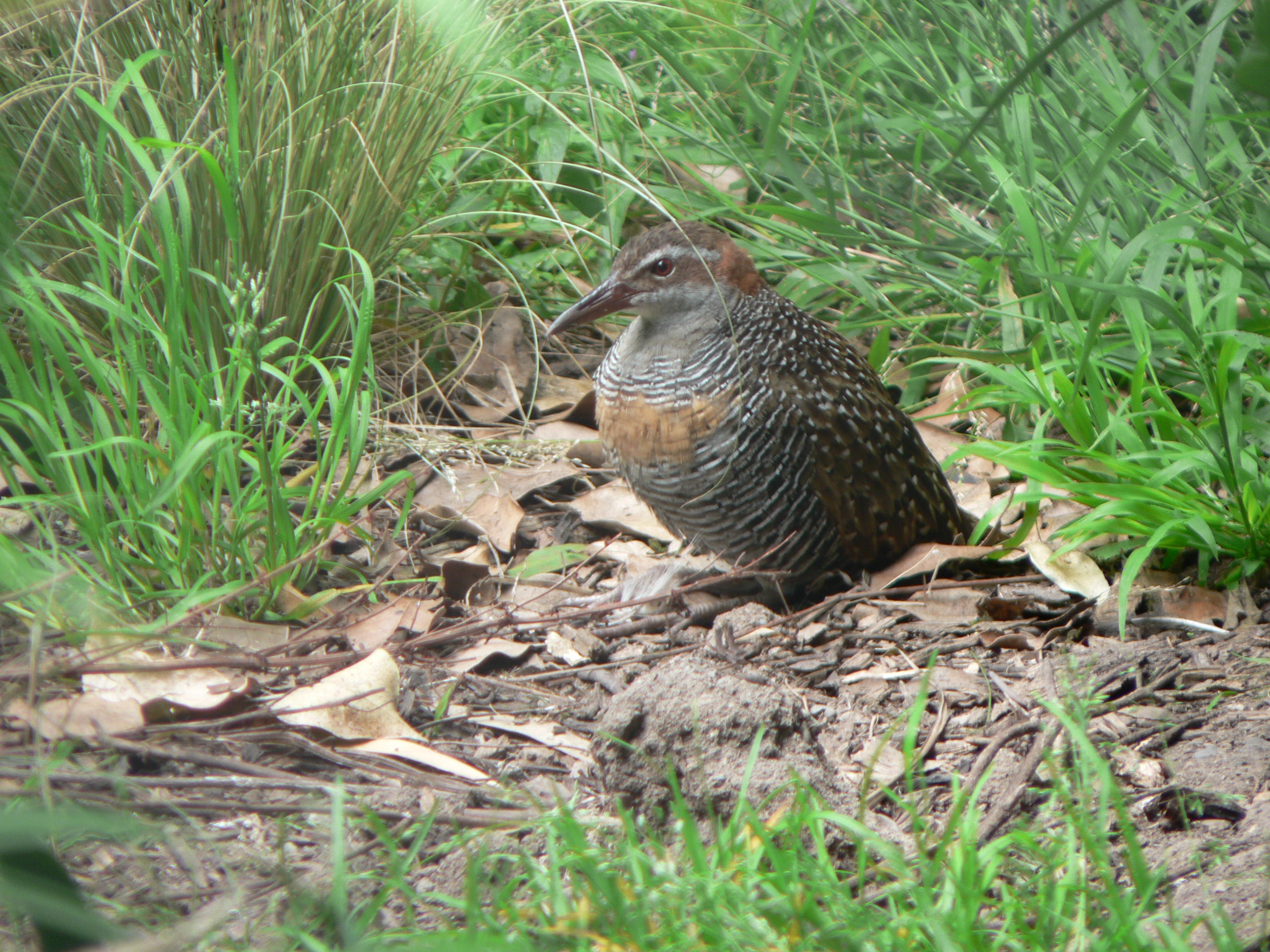
Il rallo delle Cocos.

Nel 1986 venne raggiunto un accordo tra l'Australian National Parks and Wildlife Service e i malesi delle Cocos per limitare e gestire in modo sostenibile qualsiasi attività di caccia a North Keeling. Nel 1989 il ciclone John devastò la colonia di sule dai piedi rossi a North Keeling e la caccia legale venne proibita per consentire alla popolazione di riprendersi. Da allora, qualsiasi attività venatoria legale non è più stata consentita.
Il parco nazionale di Pulu Keeling venne istituito il 12 dicembre 1995 per proteggere questa importante oasi riproduttiva per uccelli marini e tartarughe marine. Esso ospita l'endemica sottospecie di rallo delle Filippine Gallirallus philippensis andrewsi e il pesce angelo delle Cocos.
Il parco nazionale è stato istituito con lo scopo di:
- conservare l'area nel suo stato naturale, e
- incoraggiare, regolare l'utilizzo e valorizzare l'area da parte del pubblico.

L'accesso al parco è consentito solo tramite apposito permesso.

### Altri tipi di protezione
L'isola è stata dichiarata zona umida di importanza internazionale ai sensi della Convenzione di Ramsar il 17 marzo 1996, come Sito Ramsar 797. Essa è stata riconosciuta anche da BirdLife International come Important Bird Area poiché ospita oltre l'1% della popolazione mondiale di sule dai piedi rossi, fregate ariel e sterne stolide brune. Qui si trova forse la più grande colonia di sule dai piedi rossi del mondo, nonché la seconda popolazione più numerosa di fregate ariel in territorio australiano.